# Phiomorpha
Phiomorpha — parworząd lub infrarząd afrykańskich gryzoni (podrząd: jeżozwierzokształtne (Hystricognathi)). Pozycja i poprawność stosowania kladu Phiomorpha w taksonomii jest przedmiotem dyskusji zoologów. Phiomorpha jest afrykańskim odpowiedniniem kladu Caviomorpha grupującego południowoamerykańskie gryzonie z podrzędu jeżozwierzokształtne.